# 弗氏鬼麗魚
弗氏鬼麗魚，為輻鰭魚綱鱸形目隆頭魚亞目慈鯛科的其中一種，分布於非洲馬拉威湖流域，棲息深度10-40公尺，體長可達11.5公分，棲息在岩石底質底層水域，生活習性不明。

## 擴展閱讀
維基物種上的相關：弗氏鬼麗魚